# Rais-de-cœur

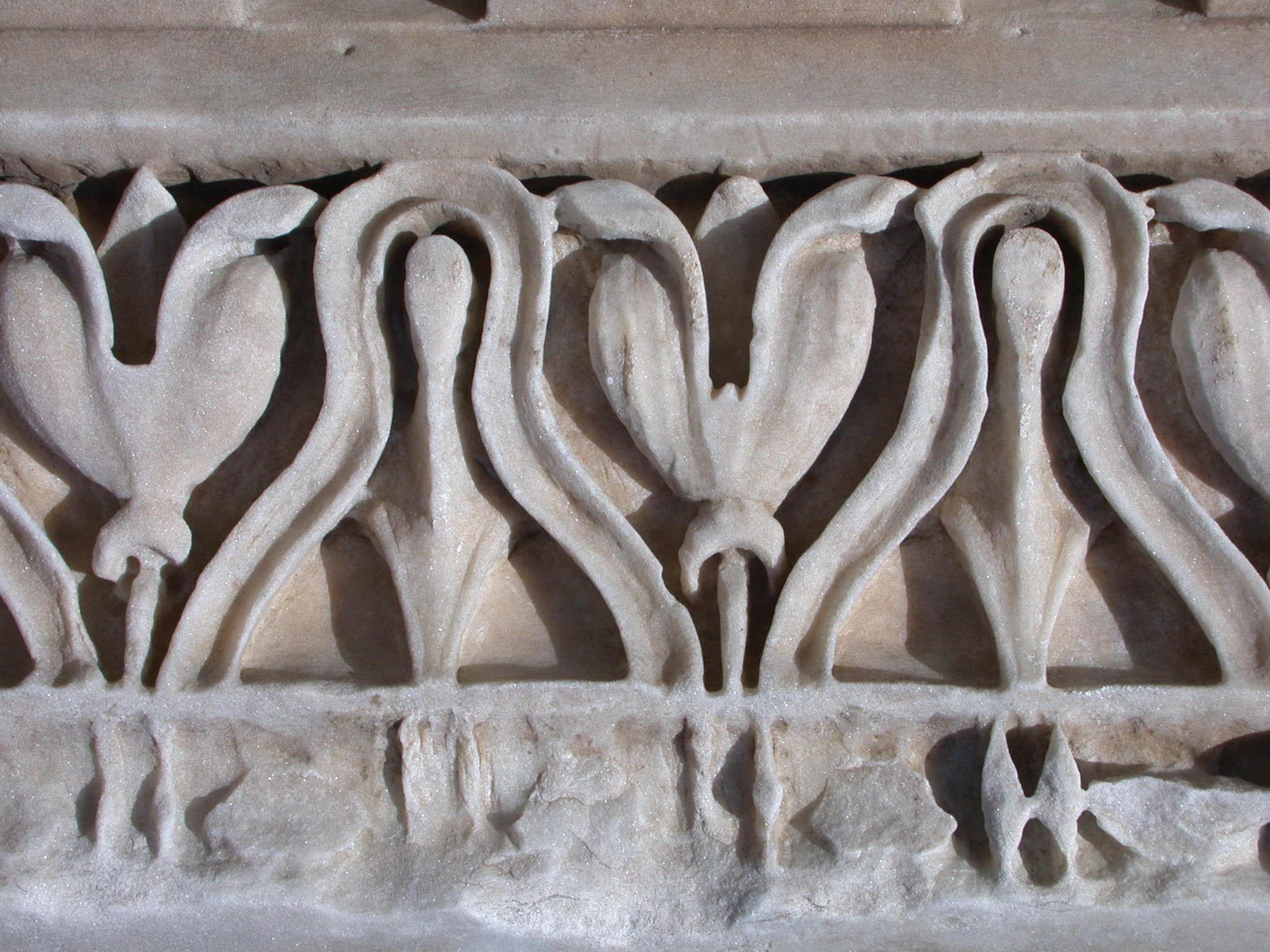
Relief cu rais-de-cœur

Rais-de-cœur (cunoscută și ca floare cu vârf de lance) e un motiv ornamental alcătuit din frunze în formă de inimă alternând cu vârfuri de lance. Acest motiv a fost folosit în arhitectura greco-romană. A fost refolosit în timpul Renașterii, abundent în secolul al XVIII-lea, fiind frecvent în stilul Ludovic al XVI-lea. Referindu-se la termenul francez, Jean-Marie Pérouse de Montclos spune că „cuvântul e greu folosit la singular (rai-de-coeur)”..